# Galagoides demidoff
Galagoides demidoff är en däggdjursart som först beskrevs av Johann Fischer von Waldheim 1806.  Galagoides demidoff ingår i släktet Galagoides och familjen galagoer. Inga underarter finns listade i Catalogue of Life.
Denna primat förekommer i västra och centrala Afrika från Senegal till Uganda, norra Angola och Zambia. Habitatet utgörs främst av regnskogar samt av andra skogar. Individerna vistas ofta i undervegetationen. Vid viloplatsen bildar individerna flockar med cirka 10 medlemmar. Honor föder en eller två ungar per år.
Individerna når en kroppslängd (huvud och bål) av 73 till 155 mm, en svanslängd av 110 till 215 mm och en vikt mellan 44 och 97 g. Hanar är allmänt lite större och tyngre än honor. Pälsen har på ryggen en brun, mörkbrun eller rödbrun färg och undersidan är vitaktig. Svansen kan vara brun-, röd- eller svartaktig. Den är inte yvig.
Arten är nattaktiv och klättrar i växtligheten. Den bygger ett näste av blad eller bark som göms i den täta växtligheten. Födan utgörs av ryggradslösa djur och av olika växtdelar som frukter, blad, unga växtskott och naturgummi. Dräktigheten varar 110 till 114 dagar. Ungarna diar sin mor cirka två månader och de blir könsmogna efter ungefär sex månader. Med människans vård kan Galagoides demidoff leva 12 år.